# Бондаренко Роман Миколайович
Роман Миколайович Бондаренко (18 квітня 1986) — український плавець, Майстер спорту України.
Представляє Харківський регіональний центр з фізичної культури і спорту інвалідів «Інваспорт».
Багаторазовий срібний та бронзовий призер чемпіонатів України.